# Junqueira Freire
Luís José Junqueira Freire (Salvador de Bahia, 31 dicembre 1832 – Salvador de Bahia, 24 giugno 1855) è stato un poeta brasiliano.

## Biografia
Figlio di José Vicente de Sá Freire, funzionario del Tesoro, e di Felicidade Augusta Junqueira, Junqueira Freire frequentò il Liceu Provincial di Salvador e all'età di diciannove anni entrò nell'Ordine di San Benedetto, dove studiò, scrisse poesie,  cominciò a scrivere il dramma sul frate Ambrósio e insegnò retorica.
Nel 1853 ritornò a vita secolare, trasferendosi a vivere con la madre e con la sorella, pur rimanendo sacerdote grazie ai voti perpetui.
Questa sua esperienza religiosa influenzò e orientò la sua letteratura, inizialmente legata al neoclassicismo, verso il Romanticismo, soprattutto per i dubbi, le ossessioni per la morte, le tentazioni, i rimorsi, le contraddizioni spirituali, le crisi morali, i sensi di colpa, i conflitti esistenziali che coinvolsero Junqueira Freire.
Le opere di Junqueira Freire, sia le liriche sentimentali sia quelle patriottiche, si caratterizzarono per significative ambivalenze, come la fusione di temi di sconforto ma anche di ribellione contro il mondo e se stesso, di fede ma anche di disillusione, di amore ma anche di morte, di morte come ossessione ma anche come liberazione, oltreché per tematiche pessimistiche come l'angoscia, la solitudine, la malinconia della vita e le delusioni amorose, tutte espresse con profonda intensità.
Anche se Junqueira Freire affermò di aver composto le sue liriche guidato dalla ragione, i critici letterari ritengono che il suo apice poetico lo raggiunse quando si liberò dalla ragione e manifestò la sua interiorità.
Nel 1853 pubblicò la sua Autobiografia contraddistinta da una profonda autoanalisi e due anni dopo diede alle stampe Inspirações do Claustro che assieme alla Contradições poéticas costituì la sua Obras poéticas.
L'opera Inspirações do Claustro fu ispirata dalle esperienze di Junqueira Freire effettuate nel convento; in Contradições poéticas lo scrittore cercò inutilmente di risolvere i suoi conflitti interiori evidenziando invece il mal du siècle ottocentesco, quella malattia spirituale che trascina alla solitudine e al senso dell'inutilità. Secondo lo scrittore e giornalista Antônio Carlos Villaça, che curò un'antologia delle opere di Junqueira Freire, il poeta scriveva spesso in uno stato di semi-incoscienza.
Morì il 24 giugno del 1855 a causa di problemi cardiaci, di cui ha sofferto sin dall'infanzia.
Tra gli estimatori di Junqueira Freire si possono menzionare Machado de Assis e Fernando Pessoa.
Nel 1897 l'Accademia brasiliana delle lettere scelse Junqueira Freire come membro e come patrono della sedia numero venticinque di tale istituzione.

## Opere
- Inspirações do Claustro, 1855;
- Contradições poéticas;
- Tratado de eloqüência nacional, (1869);
- Ambrósio;
- Obras, edizione in tre volumi curata da Roberto Alvim, (1944);
- Junqueira Freire, curato da Antonio Carlos Vilaça (Coleção Nossos Clássicos, n. 66);
- Obra Poética de Junqueira Freire, curato da Antonio Carlos Vilaça, (1970);
- Desespero na Solidão, curato da Antonio Carlos Vilaça, (1976).